# Афричка плоча
Афричка плоча је литосферна плоча која обухвата афрички континент, делове Атлантског, Индијског и Јужног океана а протеже се западно до Средњоатлантског гребена.
Западна страна плоче је дивергентна граница са Северноамеричком плочом у северном односно са Јужноамеричком плочом у јужном делу. Ова граница позната је као Средњоатлантски гребен.
На североистоку Афричка плоча граничи се са Арабијском плочом. Арабијска плоча се најкасније одвојила од Афричке плоче отварањем Црвеног мора које се непрекидно шири. На југоистоку Афричка плоча граничи се са Индо-аустралијском плочом, на северу с Евроазијском плочом, а на југу с Антарктичком плочом. Све ове границе су дивергентне или ширеће, осим северне границе са Евроазијском плочом.
Основу Афричке плоче чине јако убране и поремећене прекамбријске стене преко којих леже хоризонтални слојеви палеозојске, мезозојске и кенозојске старости. Интензивни тектонски поремећаји и покрети мењају површину афричке плоче. Овим покретима одвојено је острво Мадагаскар, некада део Афричког континента. Радијалним тектонским покретима плоча је разломљена у свом источном делу чиме је створен велики афрички ров (Magna fossa).

## Рељеф плоче
Афричка плоча обухвата простране делове афричког континента, почевши од Атласа на северу, па до Капских планина на југу. Атласке планине, на северозападу континента, представљају венац набраних планина. Овај венац планина није велики попут венаца набраних планина на осталим главним Земљиним плочама.
Највиша тачка плоче је на Килиманџару у Танзанији док је најнижа тачка регистрована у Сомалијском басену и износи 5826 m испод нивоа мора.
Највећи део Афричког континента има басене у облику тањира и висије. Југ и југоисток су претежно једна огромна висока висораван пресечена са неколико планинских области и тектонских долина од којих је највећа Велика тектонска долина. Рељеф севера и запада је знатно нижи и равнији.